# Unterseeboot 978
L'Unterseeboot 978 ou U-978 est un sous-marin allemand (U-Boot) de type VIIC utilisé par la Kriegsmarine pendant la Seconde Guerre mondiale.
Le sous-marin fut commandé le 5 juin 1941 à Hambourg (Blohm + Voss), sa quille fut posée le 24 juillet 1942, il fut lancé le 1er avril 1943 et mis en service le 12 mai 1943, sous le commandement de l'Oberleutnant zur See Günther Pulst (en).
Il capitula près de Trondheim en mai 1945 et fut sabordé en décembre 1945.

## Conception
Unterseeboot type VII, l'U-978 avait un déplacement de 769 tonnes en surface et 871 tonnes en plongée. Il avait une longueur totale de 67,10 m, un maître-bau de 6,20 m, une hauteur de 9,60 m et un tirant d'eau de 4,74 m. Le sous-marin était propulsé par deux hélices de 1,23 m, deux moteurs diesel Germaniawerft M6V 40/46 de 6 cylindres en ligne de 1 400 cv à 470 tr/min, produisant un total de 2 060 à 2 350 kW en surface et de deux moteurs électriques Brown, Boveri & Cie GG UB 720/8 de 375 cv à 295 tr/min, produisant un total 550 kW, en plongée. Le sous-marin avait une vitesse en surface de 17,7 nœuds (32,8 km/h) et une vitesse de 7,6 nœuds (14,1 km/h) en plongée. Immergé, il avait un rayon d'action de 80 milles marins (150 km) à 4 nœuds (7,4 km/h; 4,6 milles par heure) et pouvait atteindre une profondeur de 230 m. En surface son rayon d'action était de 8 500 milles nautiques (soit 15 700 km) à 10 nœuds (19 km/h).
L'U-978 était équipé de cinq tubes lance-torpilles de 53,3 cm (quatre montés à l'avant et un à l'arrière) et embarquait quatorze torpilles. Il était équipé d'un canon de 8,8 cm SK C/35 (220 coups), d'un canon antiaérien de 20 mm Flak et d'un canon 37 mm Flak M/42 qui tire à 15 350 mètres avec une cadence théorique de 50 coups par minute. Il pouvait transporter 26 mines TMA ou 39 mines TMB. Son équipage comprenait 4 officiers et 40 à 56 sous-mariniers.

## Historique
Il reçut sa formation de base au sein de la 5. Unterseebootsflottille jusqu'au 31 juillet 1944, puis il intégra sa formation de combat dans la 3. Unterseebootsflottille. À partir du 5 septembre 1944, l'U-978 fut transféré la 11. Unterseebootsflottille.
Entre août et octobre 1944, l'U-978 effectue plusieurs escales dans divers ports norvégiens. 
Sa première patrouille débute le 9 octobre 1944 au départ de Bergen pour l'Atlantique Nord et la Manche. Le 23 novembre 1944 à 15 h 13, l’U-978 opère au large de Barfleur lorsqu'il attaque et endommage un navire marchand américain, traînard du convoi TMC-44, alors qu'il était escorté par le chalutier armé britannique HMS Fidget. L'attaque fait 18 morts parmi les 68 membres d'équipage. Le navire endommagé a été remorqué par le navire américain USS ATR-3, puis échoué aux Grand Roads au large de Cherbourg où il fut déclaré irrécupérable. Au cours de cette patrouille de Bergen à Bergen, l’U-978 a effectué 69 jours en immersion quasi-totale grâce à son schnorchel, ce qui en fait la plus longue patrouille sous-marine de la Seconde Guerre mondiale, et la plus longue au schnorchel. Sur la durée de la patrouille, le U-boat reste 3543 milles marins en immersion, pour seulement 107 milles marins en surface. Lors de son voyage vers l'Argentine, l'U-977 a quant à lui navigué 66 jours en immersion au schnorchel.
Au cours de cette mission, Günther Pulst est promu Kapitänleutnant le 1er janvier 1945.
Il quitte Bergen le 25 février 1945 pour sa deuxième patrouille dans l'Atlantique Nord. Le submersible patrouille en mer de Norvège jusque dans la zone des îles Féroé, sans succès. Il atteint Trondheim après 55 jours en mer le 20 avril 1945.
L'U-978 se rend aux forces alliées le 9 mai 1945 dans le Lofjord (de), près de Trondheim, en Norvège.
Le 29 mai 1945, il est transféré au point de rassemblement à Loch Ryan en vue de l'opération Deadlight, opération Alliée pour la destruction de la flotte de U-Boote de la Kriegsmarine.
L'U-978 est torpillé le 11 décembre 1945 par le sous-marin HMS Tantivy, à la position géographique 56° 10′ N, 10° 05′ O.

## Affectations
- 5. Unterseebootsflottille du 12 mai 1943 au 31 juillet 1944 (Période de formation).
- 3. Unterseebootsflottille du 1er août 1944 au 4 septembre 1944 (Unité combattante).
- 11. Unterseebootsflottille du 5 septembre 1944 au 8 mai 1945 (Unité combattante).

## Commandement
- Kapitänleutnant Günther Pulst (en) du 12 mai 1943 au 9 mai 1945 (Croix de fer).

## Patrouilles
|       | Commandant           | Départ            | Départ      | Arrivée           | Arrivée     | Jours     | Succès  |
| ----- | -------------------- | ----------------- | ----------- | ----------------- | ----------- | --------- | ------- |
|       | Oblt. Günther Pulst  | 22 août 1944      | Kiel        | 24 août 1944      | Horten      | 3 jours   |         |
|       | Oblt. Günther Pulst  | 5 septembre 1944  | Horten      | 7 septembre 1944  | Flekkefjord | 3 jours   |         |
|       | Oblt. Günther Pulst  | 13 septembre 1944 | Flekkefjord | 13 septembre 1944 | Egersund    | 1 jours   |         |
|       | Oblt. Günther Pulst  | 7 octobre 1944    | Egersund    | 8 octobre 1944    | Bergen      | 2 jours   |         |
| 1     | Oblt. Günther Pulst  | 9 octobre 1944    | Bergen      | 16 décembre 1944  | Bergen      | 69 jours  | 7 176   |
| 2     | Kptlt. Günther Pulst | 25 février 1945   | Bergen      | 20 avril 1945     | Trondheim   | 55 jours  |         |
| Total | Total                | Total             | Total       | Total             | Total       | 133 jours | 7 176 t |

Note : Oblt. = Oberleutnant zur See - Kptlt. = Kapitänleutnant

## Navires coulés
L'U-958 a détruit 1 navire de marchand de 7 176 tonneaux au cours des 2 patrouilles (133 jours en mer) qu'il effectua.
| Date             | Nom                | Nationalité | Tonnage | Convoi | Fait         | Localisation        |
| ---------------- | ------------------ | ----------- | ------- | ------ | ------------ | ------------------- |
| 23 novembre 1944 | William D. Burnham | USA         | 7 176   | TMC-44 | Perte totale | 49° 46′ N, 1° 15′ O |